# Dim (azienda)
Dim è un'azienda francese nel settore dell'industria tessile, con sede a Rueil-Malmaison. In particolare commercializza lingerie femminile, intimo maschile, prodotti per calzature (collant, calze, gambaletti, calzini), costumi da bagno e pigiameria per bambini. 
Dopo essere stata una controllata del fondo di investimento americano Sun Capital Partners dal 2005 al 2014, da alloraDim  è stata una filiale della società americana HanesBrands. Nel novembre 2021, HanesBrands ha ceduto Dim al fondo di investimento americano Regent.

## Storia

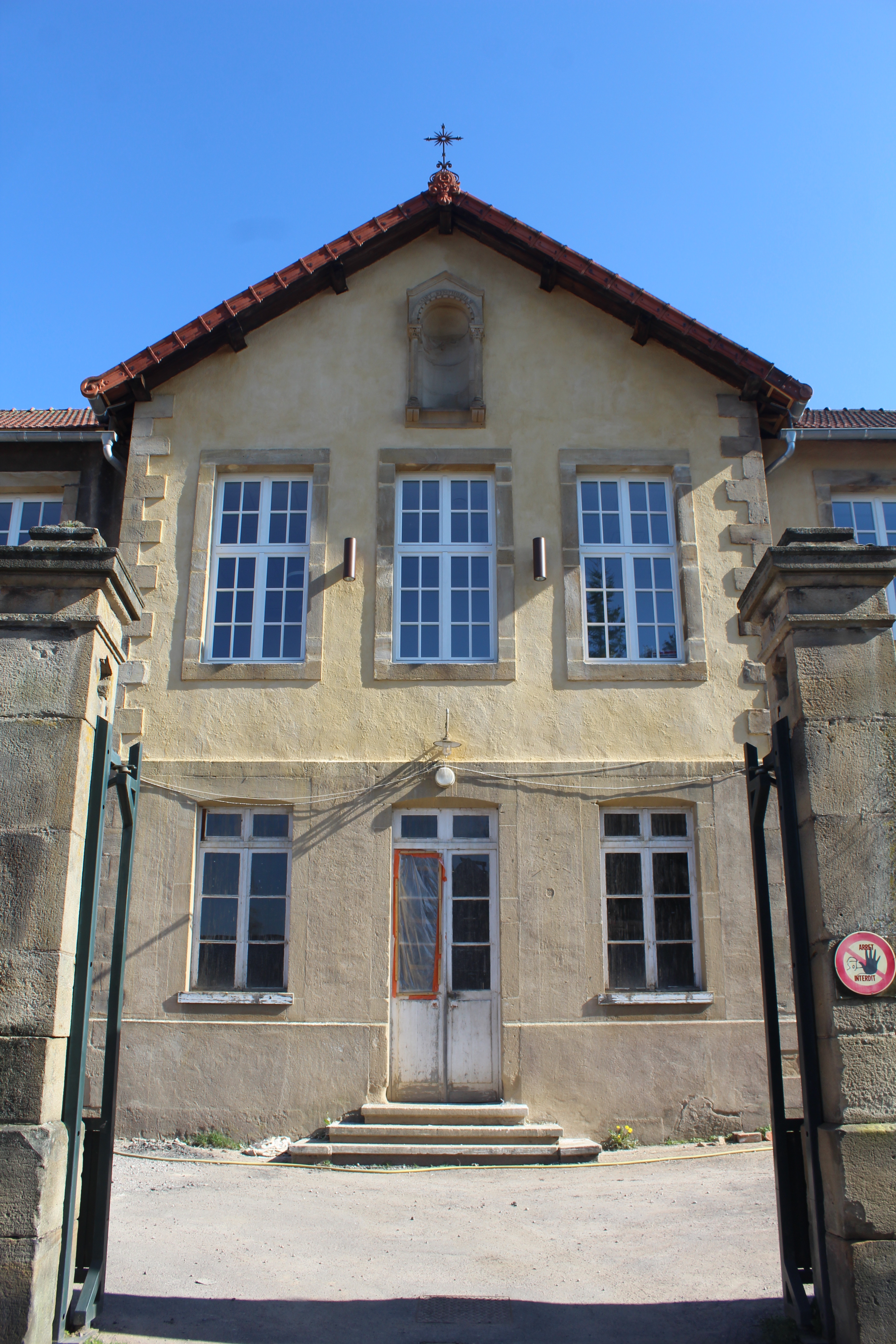
L'edificio in cui furono installati ad Autun i primi telai per la lavorazione delle calze senza cuciture

Fondata nel 1953 da Bernard Giberstein, ingegnere agrario nato a Varsavia, ultimo di quattro figli e appartenente ad una famiglia ebrea polacca: nel dopoguerra si mise in affari pensando alle calze di nylon che i soldati americani distribuivano alle donne francesi insieme alle gomme da masticare.  Così si recò negli Stati Uniti, dove si producevano calze con cuciture in nylon, per negoziare l'importazione dei primi telai. Creò i suoi primi laboratori di abbigliamento a Troyes, chiamando la sua azienda Bégy, poi, nel 1956, ad Autun, in un grande locale messo a sua disposizione dal vescovo dell'epoca, Mons. Lebrun, allora all'interno della scuola Sainte-Marie. Da vero visionario, Bernard Giberstein abbandonò la lussuosa seta a favore del nylon più resistente che rivestiva le gambe e conferiva loro un colore abbronzato. Dopo aver importato telai circolari, nel 1956 furono lanciate le calze senza cuciture.Diventò uno dei principali protagonisti in Francia nel settore della lingerie e dell'intimo. 
Quando Mary Quant, seguita da Courrèges, lanciò la minigonna, la moda si evolse. Le bretelle tradizionali ovviamente non erano più adatte e i collant stavano riscuotendo un successo spettacolare e irreversibile. La corsetteria Cadolle vide la morte del corsetto.
Nel 1963 l'agenzia Publicis prese il controllo del bilancio della Dim e non più solo nelle pagine delle riviste femminili. Nel 1964, sotto la guida di Marcel Bleustein-Blanchet, presidente e fondatore del gruppo Publicis, il marchio abbrevia il suo nome e diventa “Dim”. Grazie a campagne pubblicitarie innovative, fresche e sexy, i collant Dim conquistano le donne tanto che nel 1970 Dim è il secondo produttore di collant al mondo con il 65% del fatturato generato fuori dall'Europa. Innovativa anche la commercializzazione: i collant, che hanno preso il nome di calze Tels Quel, sono sfusi, poi in scatole di cartone; il marchio è il primo ad essere nella grande distribuzione.
Nel 1973, il gruppo francese Bic tenta una diversificazione nel settore dell'abbigliamento acquistando la marca Dim. Il mercato dei collant decade, Dim si trova in una situazione di sovrapproduzione, con conseguente crisi finanziaria e necessità di trovare investitori.
Bernard Giberstein si suicidò nel 1976. Questo stesso periodo fu sinonimo di diversificazione per il marchio; Dim offre la sua prima collezione di lingerie da donna, reggiseni e slip da uomo in cotone. La marca di lingerie Rosy diventa una filiale del gruppo Bic. Quindi Dim lancia i calzini Dimettes .
Desiderosa di rafforzare la propria presenza sul mercato nordamericano, Dim acquista all'inizio degli anni '80 il marchio di collant Chesterfield. Nel 1986, dopo la grande moda dei pantaloni, le donne vogliono riscoprire il lato sexy delle calze, tanto che l'azienda inventa Dim. Su!, calze con reggicalze che si sostengono da sole. Contenenti Lycra, fanno risplendere le gambe delle donne. Poi, due anni dopo, lancia i collant Diam con elastan. Fu nel 1987 che Dim creò una vera e propria linea di biancheria intima da uomo, Dim Hommes, e reinventò i tradizionali slip da uomo.
La multinazionale alimentare americana Sara Lee Corporation, allora focalizzata sul tessile e sulla lingerie, acquistò il marchio nel 1988. Dim continuò ad arricchire la sua gamma di prodotti lanciando i collant pancia piatta nel 1993 e i collant Cosmetic Beauty. Nel 1998, Dim ha venduto Rosy, ha acquistato il marchio di lingerie di lusso Chantal Thomass, che ha poi ceduto nel 2011 al gruppo Chantelle
Nel 2005, Dim è diventata una filiale del fondo di investimento americano Sun Capital Partners (tramite Dim Branded Apparel o DBApparel), unendosi così ai marchi Wonderbra e Playtex. Alcuni anni dopo è stata effettuata una riorganizzazione del gruppo Dim. Nel 2007, la cantante Olivia Ruiz ha modernizzato l'immagine del marchio firmando la collezione Beautiful people: Glam'rock.
Nel giugno 2014 il gruppo tessile americano HanesBrands, colosso dell'intimo,  ha acquistato DB Apparel per la somma di 400 milioni di euro. I marchi Dim, Playtex e Shock Absorber costituiscono la filiale europea di HanesBrand con il nome Hanes Innerwear (HEI).
Nel novembre 2021  HanesBrands cede la sua filiale europea, Hanes Europe Innewear, al prezzo simbolico di un euro, al gruppo americano Regent L.P., società di investimento con sede a Beverly Hills, in California.